# Кокшеньга
Ко́кшеньга (Кокшенга) — река в Вологодской и Архангельской областях России, левый приток реки Устьи (бассейн Северной Двины). Средний расход воды — 35,49 м³/с.

## География
Кокшеньга образуется слиянием рек Илезы и Кортюги около деревни Илезский Погост Тарногского района Вологодской области.

Бассейн Северной Двины

В верхнем течении течёт на юго-запад, ширина реки 30—40 метров. Возле села Тарногский Городок река резко разворачивается на северо-запад, образуя большую петлю. На протяжении этой петли Кокшеньга принимает три крупных левых притока — Тарногу, Шебеньгу и Уфтюгу, расширяясь до 50—60 метров.
В Архангельской области Кокшеньга протекает по территориям Устьянского и Вельского районов. Здесь в Кокшеньгу впадают притоки: Заячья, Мостница, Ненюшка.
В среднем течении медленно течёт, образуя многочисленные заливы и старицы, берега частично безлесые, частично покрыты смешанным лесом. Здесь река пересекает Северную железную дорогу, где находится станция Кокшеньга и посёлок Кокшеньга при ней. В нижнем течении на территории Архангельской области река ускоряется, появляются каменистые перекаты и небольшие порожки. Здесь река течёт по ненаселённой местности, берега лесисты и живописны. Кокшеньга впадает в Устью недалеко от места впадения самой Устьи в Вагу.

## Притоки
(км от устья)
- 44 км: река Коксар (лв)
- 44 км: река Ненюшка (лв)
- 68 км: река Мосница (пр)
- 68 км: ручей Шареньга (лв)
- 89 км: река Малая Сельменьга (лв)
- 98 км: река Заячья (пр)
- 105 км: река Пукома (пр)
- 116 км: река Миня (лв)
- 128 км: река Лебеденьга (пр)
- 129 км: река Гордос (лв)
- 131 км: река Малая Лебеденьга (пр)
- 137 км: река Поча (лв)
- 148 км: река Ивас (пр)
- 157 км: река Нюксеньга (лв)
- 195 км: река Уфтюга (лв)
- 198 км: река Малаховка (лв)
- 199 км: река Дальняя Шебеньга (лв)
- 202 км: река Тарнога (лв)
- 222 км: река Яхреньга (лв)
- 225 км: река Тамушка (лв)
- 231 км: река Нижняя Майга (пр)
- 238 км: река Верхняя Майга (пр)
- 243 км: река Печеньга (пр)
- 249 км: река Айга (лв)
- 251 км: река Илеза (пр)
- 251 км: река Кортюга (лв)

## Гидрология
Длина реки — 251 км, площадь бассейна — 5670 км², годовой расход воды у деревни Моисеевская (106 км от устья) — около 35 м³/с. Питание смешанное, с преобладанием снегового. Половодье с апреля по июнь. Замерзает во 2-й половине октября — ноябре, вскрывается во 2-й половине апреля.
| Средний расход воды (м³/с) реки Кокшеньги по месяцам и за год с 1936 по 1984 гг. (замеры производились на гидрологическом посту в районе д. Моисеевская, в 106 км от устья) |

## История
По данным археологов, уже в X—XI веках местные жители торговали с Волжской Булгарией. В то время, по мнению А. А. Угрюмова район Кокшеньги населяли финно-угорские народы, среди которых преобладали весь и меря, однако присутствие мери на Кокшеньге (да и вообще в Поважье) — вопрос дискуссионный, так как мерянизмы в местной субстратной топонимике могли быть привнесены на Кокшеньгу не собственно мерей (как предполагал Угрюмов), а значительно позднее, во времена массовой «низовской» миграции, русско-мерянским населением Ростово-Суздальского княжества.

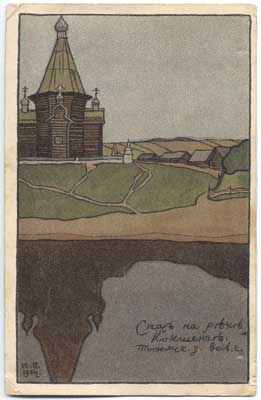
И. Билибин. Спас на Кокшеньге

В 1137 году Великий Новгород впервые официально закрепляет за собой территорию, прилегающую к Кокшеньге. С этого начался территориальный спор с Ростово-Суздальским княжеством. Кокшеньга упоминается в новгородской берестяной грамоте № 52.
В середине XIII века на Кокшеньгу начали массово прибывать беженцы из «низовских» княжеств, опасавшихся татаро-монгольского нашествия. В XIV—XV веках новгородская знать скупала земли по Ваге и Кокшеньге у лидеров местных народов. Кокшеньга оказалась боярщиной Своеземцевых, живших торговлей зерном. При Иване Грозном Кокшеньга вошла в опричнину. В более позднее время жившие вдоль берегов Кокшеньги называли себя кокшарами.

## Данные водного реестра
По данным государственного водного реестра России и геоинформационной системы водохозяйственного районирования территории РФ, подготовленной Федеральным агентством водных ресурсов:
- Бассейновый округ — Двинско-Печорский
- Речной бассейн — Северная Двина
- Речной подбассейн — Северная Двина ниже места слияния Вычегды и Малой Северной Двины
- Водохозяйственный участок — Вага